# 里斯本市政廳

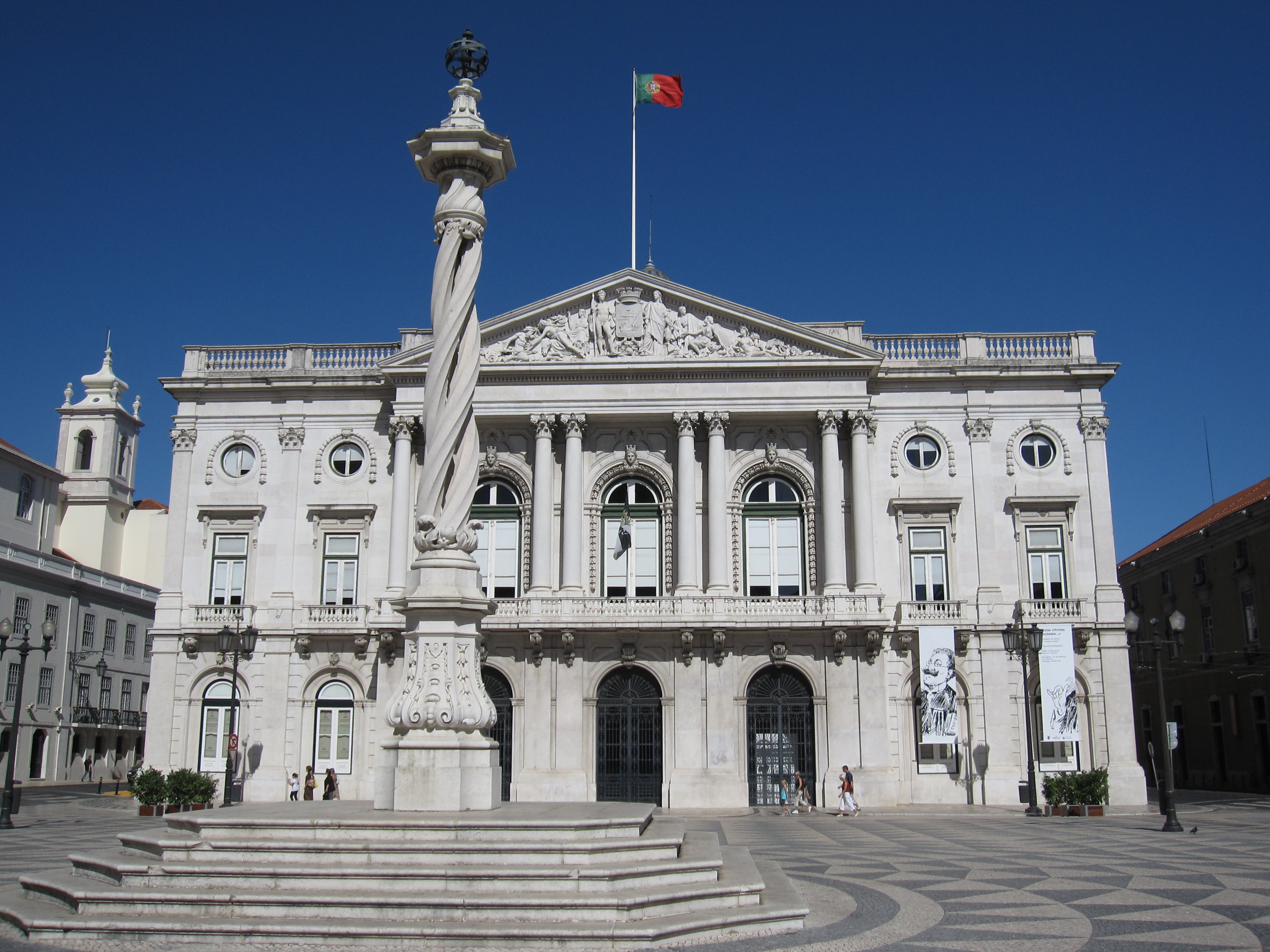
里斯本市政廳

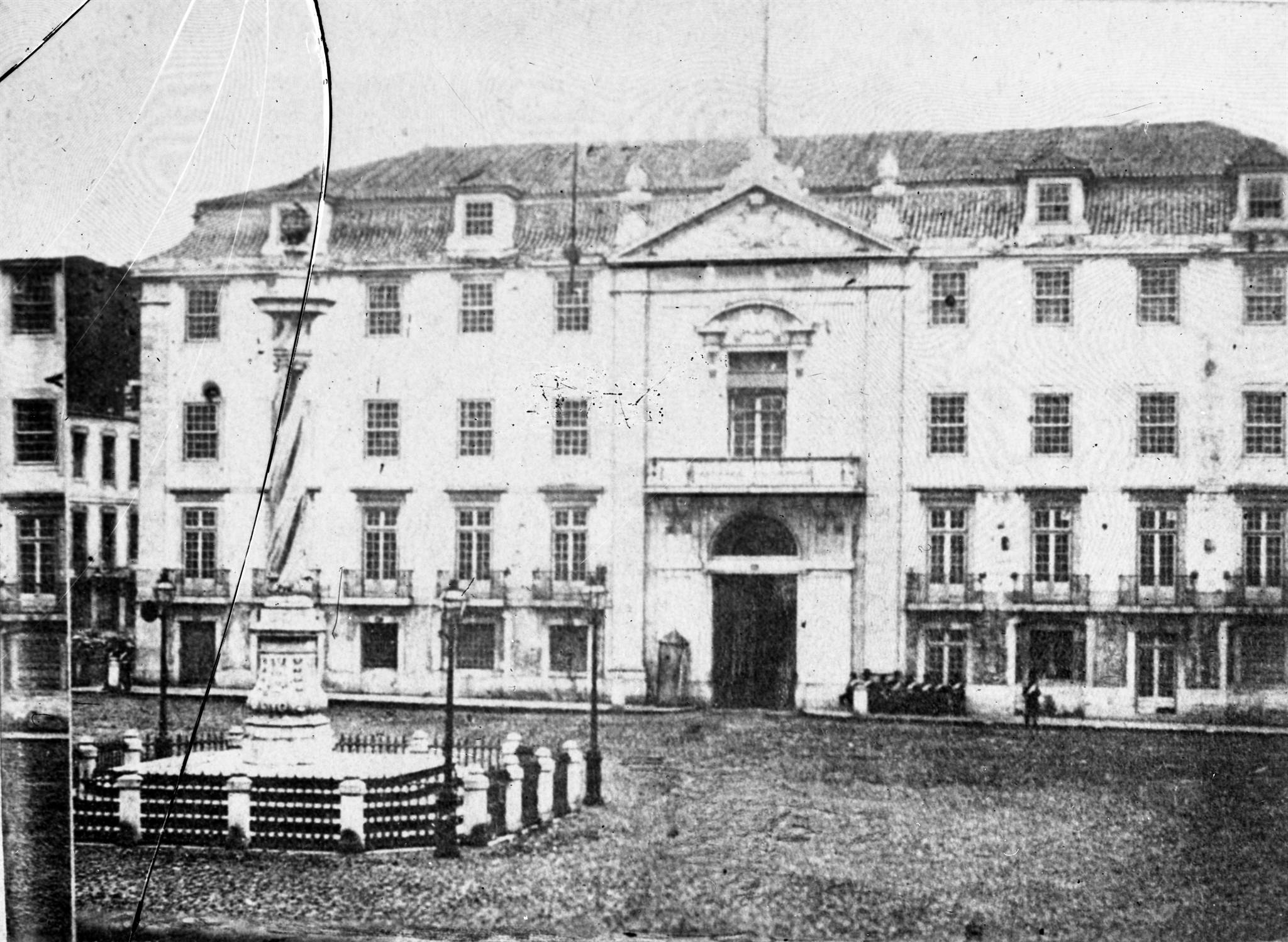
毁于1863年大火之前的里斯本市政厅

里斯本市政廳 （葡萄牙語：Paços do Concelho de Lisboa）是葡萄牙首都里斯本的市政廳，位於城市廣場。該建築是一座新古典主義風格的建築，正面的陽台裝飾極具特色。舊市政廳大樓建於1755年里斯本地震之後，但毀於1863年的一場大火。此後政府在原地重建新市政廳。在1930年代至1940年代，市政廳進行了擴建。